# Den äventyrliga flykten
Den äventyrliga flykten (engelska: Escape to Witch Mountain) är en amerikansk fantasyfilm från 1975 i regi av John Hough. I huvudrollerna ses Eddie Albert, Ray Milland och Donald Pleasence.

## Om filmen
Filmen producerades av Walt Disney Productions och bygger på en bok av Alexander Kay. Huvudpersoner är de föräldralösa syskonen Tony och Tia, som har övernaturliga förmågor. Dessa vill utnjyttjas av den hänsynslöse affärsmannen Aristotle Bolt. Barnen flyr från hans fångenskap och försöker ta reda på vad som hänt med deras riktiga föräldrar. 
Den äventyrliga flykten hade svensk premiär i Göteborg den 16 februari 1976.
Filmen fick en uppföljare, Return from Witch Mountain som på svenska fick titeln Dr Gannon och hans robotar (1978). En nyinspelning gjordes för TV 1995, med titeln Den äventyrliga flykten. År 2009 kom även filmen Race to Witch Mountain.

## Rollista i urval
- Kim Richards .... Tia
- Ike Eisenmann .... Tony
- Eddie Albert .... Jason
- Ray Milland .... Aristotle Bolt
- Donald Pleasence .... Deranian
- Walter Barnes .... sheriff Purdey
- Reta Shaw .... Mrs. Grindley
- Denver Pyle .... farbror Bené